# Nu Mensae
Nu Mensae (8 Mensae) é uma estrela na direção da constelação de Mensa. Possui uma ascensão reta de 04h 20m 58.03s e uma declinação de −81° 34′ 48.8″. Sua magnitude aparente é igual a 5.78. Considerando sua distância de 175 anos-luz em relação à Terra, sua magnitude absoluta é igual a 2.13. Pertence à classe espectral F0/F2III.